# Klášter Majravank

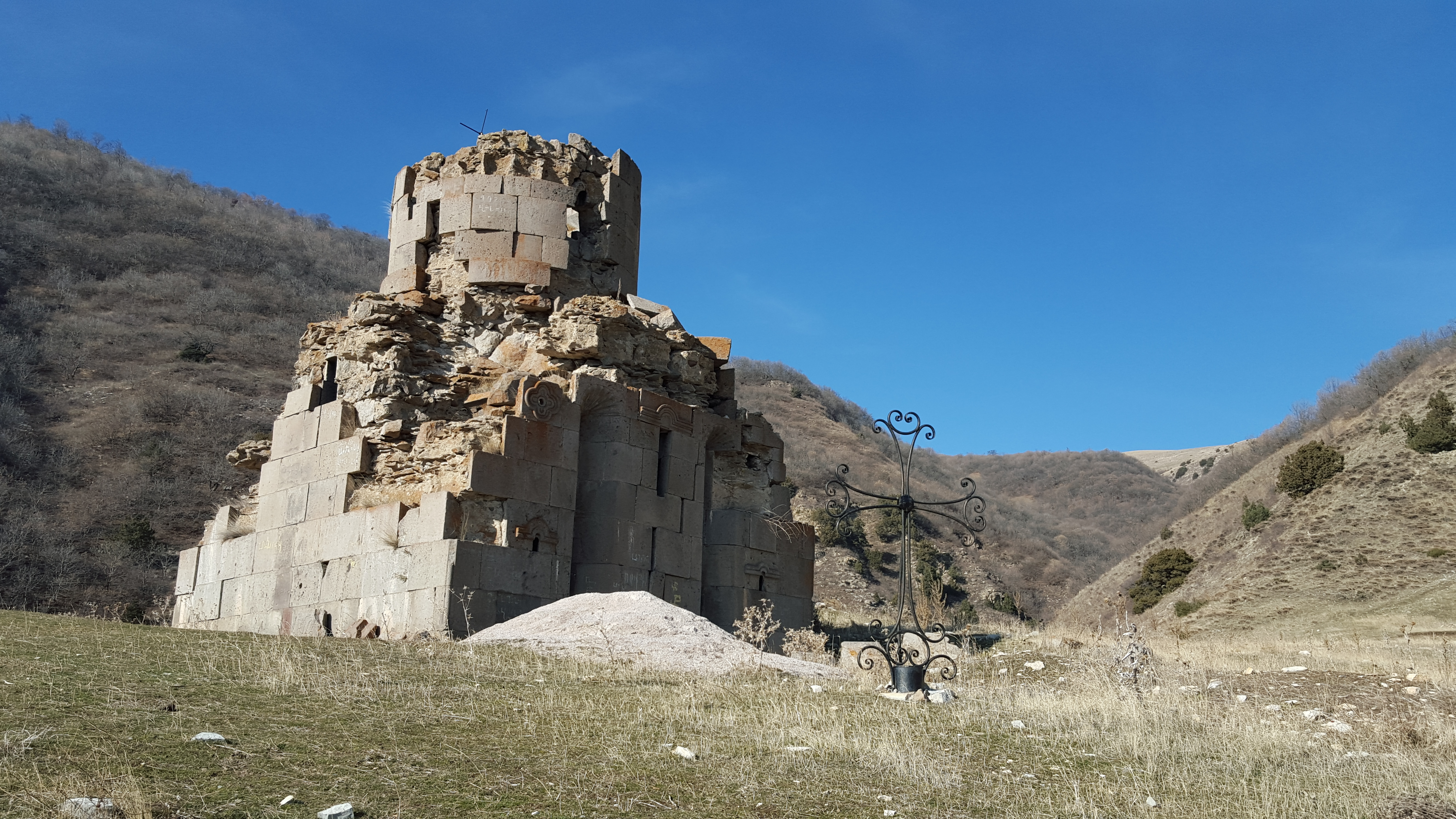
Klášter Majravank

Klášter Majrawank (arménsky Մայրավանք „Klášter Matky Boží“) je bývalý klášter Arménské apoštolské církve v arménské provincii Kotajk ve středu Arménie. Pravděpodobně byl založena před 7. století. Dnes je opuštěný a je opět vlastnictvím Arménské apoštolské církve. Budovy kláštera jsou z velké části zničené a areál kláštera je zarostlý. 

## Poloha

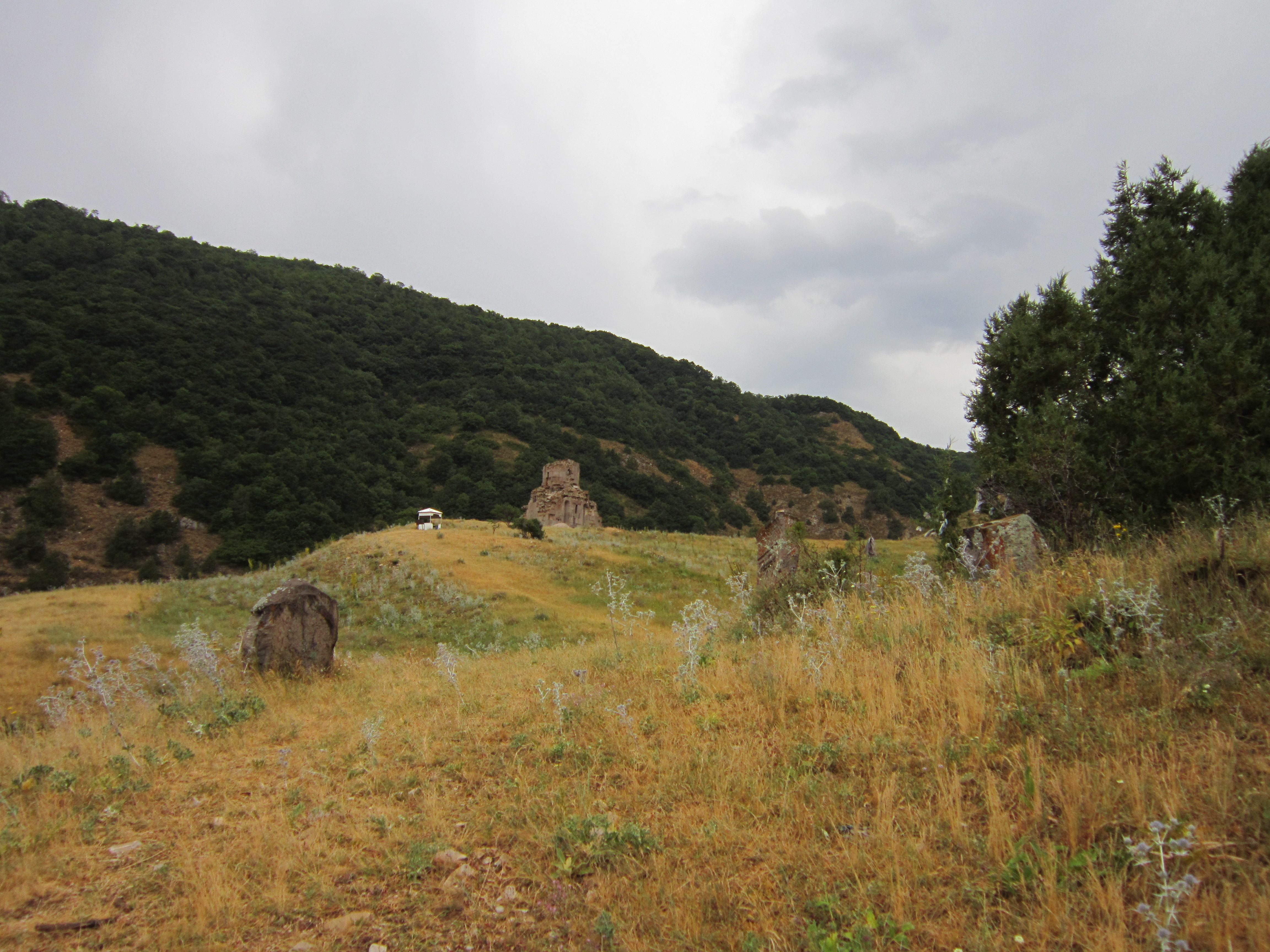
Klášter je postaven na vyvýšenině

Klášter se nachází asi tři kilometry od vesnice Solak a asi 50 kilometrů od arménského hlavního města Jerevanu. Klášter je postaven na vyvýšeném místě. 

## Popis stavby
Hlavní kostel Surb Astwazazin (arménsky Սուրբ Աստվածածին „Svaté Matky Boží“ západoarménsky Surp Asdwadsadsin, též se ve zdrojích objevuje pod názvem Surb Astvatsatsin, Surp Astvatsatsin, Surb Astuacacin) byl postaven ve 13. století z tvrdých čedičových kamenů. Křížový kostel s kupolí je jediná dochovaná budova kláštera. Ve středu kostela byla kupole s tamburem. Západní fasáda na vnější straně je vyzdobena dvěma sloupovitými výklenky a nachází se zde dvě boční kaple. Na severní, západní a na jižní straně kostela zůstaly ruiny přístavků kláštera. Na místě jsou také zbytky obytných a hospodářských budov. V areálu je též chačkar (umělecky vyřezávaný pamětní kámen s reliéfním křížem uprostřed, který je obklopen vyřezávanými geometrickými a rostlinnými motivy).
Dnes je klášter do značné míry zničen a nachází se na seznamu vysoce ohrožených náboženských památek, které má v péči Agentura pro ochranu historických a kulturních památek Arménie, která spadá pod ministerstvo kultury. V blízké budoucnosti (2019) by měl být klášter rekonstruován.

## Dějiny
Klášter je prvním klášterem ze 7. století, který je jmenován v souvislosti s Hovhan Mayravanetsim, jenž byl ve sporu s katolikosem Ezrem Parajnaketsim I. Aby Ezr Hovana ponížil, klášter přejmenoval na Mayrag (kravín) a Hovhana na Mayragometsiho. Příběh souvisí s chalcedonským koncilem, který v roce 451 vedl k rozkolu mezi pravoslavnou a katolickou církví a starobylými východními církvemi (a tedy také Arménskou apoštolskou církví). V roce 633 musel katolikos Ezr přijmout jednotu církve. Katolicizmu jako jediný odolával Hovhan Mayragometsi.